# Чжукайгоу
Культура Чжукайгоу, кит. 朱開溝文化, Zhukaigou (2200—1500 гг. до н. э.) — археологическая культура позднего неолита и раннего бронзового века, существовавшая на Ордосском плато на территории современного китайского автономного района Внутренняя Монголия. Типовой памятник, Чжукайгоу (хошун Эцзинь, аймак Алашань, Внутренняя Монголия) был раскопан в 1977—1984 гг.
Археологи подразделяют развитие данной культуры на пять стадий, соответствующих поздней стадии культуры Луншань, ранней, средней и поздней стадиям культуры Эрлитоу и ранней стадии культуры Эрлиган. На ранних стадиях на данную культуру повлияла культура Луншань, на средней стадии — культура Цицзя; именно в этот период в материальной культуре начинают появляться бронзовые артефакты. На последней стадии культуры Чжукайгоу прежняя практика принесения в жертву овец и свиней была постепенно заменена на принесение в жертву собак.